# Ekonomika Malty
Hospodářství Malty – a tím i životní úroveň – dosáhlo především v devadesátých letech 20. století, jistých pokroků a lze ho označit jako relativně stabilní a mírně prosperující. V roce 2006 byl hrubý domácí produkt Malty 8,518 mld. dolarů, HDP na hlavu dosáhl 21 300 dolarů.

## Přehled

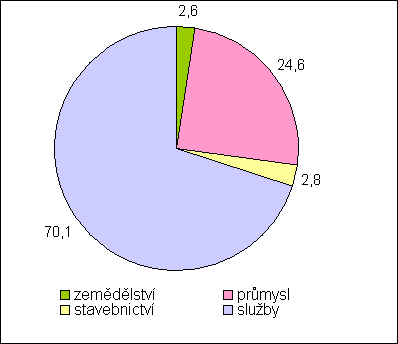
Podíl sektorů na HDP (v %, 2001)

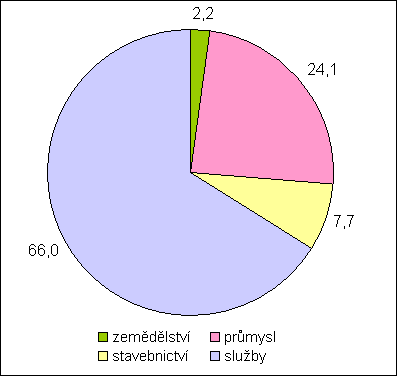
Podíl zaměstnaných podle sektorů (v %, 2001)

Maltské hospodářství se vyznačuje vysokým nedostatkem přírodních zdrojů (především žádné fosilní zdroje, nedostatek spodní vody) a suchým klimatickým podnebím. Celkově je maltské hospodářství závislé na zahraničním obchodu (včetně turistického ruchu).
Z deseti nových členských států Evropské unie patří Malta k nejvyspělejším. Výše HDP (hrubého domácího produktu) na obyvatele v běžných cenách (2001: 10 300 €, 2002: cca 11 000 €) je ve srovnání s ostatními novými členy Evropské unie relativně vysoká (cca 135 % průměru, po Kypru na druhém místě), ale nižší vzhledem k Evropské unii (cca 69 % průměru, tedy asi o 7 % víc než Česko).
Pod tlakem Evropské unie byla Malta v posledních letech donucena přestrukturovat své hospodářství, především v těchto oblastech:
- celková liberalizace hospodářství, zejména snížení objemu veřejného sektoru (2001: 35 % pracujících) ve prospěch soukromého
- odbourávání státních subvencí, dirigismu a intervencionismu (jejichž důsledkem bylo v minulosti zkreslování některých hospodářských ukazatelů)
- stabilizace veřejných financí, především zmenšení deficitu státního rozpočtu (1998 11 % HDP, 2003 ještě 9,7 % HDP) a hrubé státní zadluženosti (2003 73,6 % HDP – na konci října 2004 činil 1 miliardu 340 miliónů maltských lir (zhruba 3 miliardy 95 miliónů €).

V různých zprávách Evropské unie posledních let byly výsledky reformních snah maltské vlády hodnoceny sice rozdílně, ale mnohdy pozitivně:
- HDP dosáhl roku 2000 objemu 4,66 miliard € (2001: 4 miliardy €) při růstu o 6,4 % (2001: -1,2 %, jako výjimečný výkyv ?); růst HDP se poté stabilizoval, avšak v r. 2003 opět HDP poklesl reálně o 1,7 % (na 1712,2 miliónů Lm).
- Nezaměstnanost kolísá mezi 6,7 % (2001), 7,8 % (2003) a 8,4 % v září 2004 a je tedy zhruba poloviční než nezaměstnanost deseti nových členských zemí; lehký vzrůst (s výjimkou roku 2000) je připisován reformám veřejného sektoru.
- Inflace kolísá mezi 2,4 % a 2,9 % po roce 2000.

## Jednotlivé sektory

### Zemědělství
| Míra soběstačnosti (1999 v %) |    |         |    |
| zelenina                      | 89 | hovězí  | 12 |
| brambory                      | 56 | vepřové | 77 |
| ovoce                         | 34 | drůbež  | 83 |
| mléko                         | 51 | vejce   | 91 |

Hlavní ostrov Malta je nejen intenzívně zastaven, ale nemá žádné větší souvislé zelené plochy. Zemědělství má proto na menším ostrově Gozo poněkud větší význam, i situace v zásobování vodou na zavlažování je tu v letním období příznivější. Gozo kryje i jistý podíl potřeby zeleniny pro celý stát.
Zemědělská plocha činí 38 % plochy celkové, v sektoru je zaměstnáno kolem 2 % pracujících. V průměru zabírají zemědělské usedlosti plochu 1 hektaru. Mimo skutečnost, že zabírání další plochy pro zemědělskou výrobu nepřichází v úvahu, je budoucnost maltského zemědělství ovlivněna i stárnutím pracovní síly (42,6 % pracujících je starší 60 let).
V popředí stojí rostlinná výroba (s podílem přes 80 % na celkovém objemu zemědělské výroby), zde pak především zelenina (96.200 tun 2001), dále brambory a ovoce. Zejména v letních měsících kryje Malta velkou část potřeby dovozem.

### Průmysl
Sektor je charakterizován malými výrobními jednotkami (v průměru 11 zaměstnanců na podnik). Malta se v minulosti různými daňovými úlevami cílevědomě ucházela o usídlení zahraničních firem, současně na Maltě existuje kolem 250 zahraničních podniků, vyrábějících z velké části pro vývoz.
K význačným odvětvím patří strojírenství, elektronika (především komponenty do mobilních telefonů, televizorů, počítačů), textil a oblečení, chemické a farmaceutické výrobky, dopravní zařízení, stavba a oprava lodí.

### Služby
Vysoký podíl tohoto sektoru na HDP je ovlivněn i velkým významem turistického ruchu. Zatímco podíl služeb na tvorbě HDP se stabilně pohybuje kolem 70 %, klesá podíl zaměstnaných v tomto sektoru (z 71,5 % 1997 na 66 % 2001).
Důležitým faktorem je obchod. Malta je nejen význačným obchodním střediskem ve Středomoří, ale má i pátou největší obchodní flotilu na světě (celková tonáž 28 milionu tun).

## Vybraná odvětví
Turistický ruch: Maltu v současné době navštěvuje přes milion turistů ročně (1985: kolem půl milionu, 2000: 1,2 milionu), tedy třikrát tolik, než má Malta obyvatel, se stoupající tendencí. Turistika se na HDP podílí zhruba 35 %. Největší počet turistů pochází z Velké Británie, Německa a Itálie.
Rybolov (2001: 841 tun živé váhy, se stagnující tentencí): celková tonáž rybářské flotily činí zhruba 18 000 tun, nízký výlovek je vyrovnáván pěstováním ryb v umělých nádržích v zálivech (akvakultura, 2001: 1235 tun).
Energetika: jistých úspěchů bylo dosaženo i v oblasti zásobování vodou a elektrickým proudem. Obé bylo do konce osmdesátých let 20. století katastrofální, voda se někdy musela dovážet cisternovými loděmi z Itálie (a její používání v bazénech bylo zakázané). Po vybudování nové elektrárny a moderních odsolovacích zařízení na mořskou vodu v osmdesátých a hlavně v devadesátých letech je dnes situace stabilní. Malta však dováží 100 % zdrojů na výrobu elektrického proudu.
Situace dopravy na Maltě je diktována skutečností, že se jedná výlučně o silniční dopravu (s výjimkou lodního spojení mezi Maltou a Gozem a zahraničními lety) . Silniční síť je přitom stále zastaralá, během turistické sezony pak situace nabývá katastrofálních stavů. (Jediná železnice, kterou Britové roku 1883 mezi Vallettou a Mdinou postavili, dlouhá něco přes 10 km, byla roku 1931 zrušena.)
K typickým místním výrobkům patří i keramika a sklo, krajky, filigrány ze stříbra a zlata, různé bronzové předměty.

## Zahraniční obchod
V zahraničním obchodě připadá 60 až 70 procent vývozu a dovozu na Německo, Francii, Itálii, USA a Velkou Británii. Orientace na Evropskou unii, která se zde podílí dobře 50 procenty, je již po dlouhou dobu jednoznačná. Objem obchodu s Českou republikou je prozatím nízký, Malta je známa jako dovozce osobních automobilů značky Škoda.
Malta se tradičně vyznačuje obchodním deficitem (kolem 19 % HDP za rok 2001). Tento schodek je částečně vyrovnáván pozitivní bilancí služeb (cestovní ruch). Jako jediná z deseti nových členských zemí se Malta vyznačuje negativní bilancí v oblasti zahraničních přímých investic (kolem -10 % HDP roku 2002).
Ve vývozu Malty hrají velkou roli strojírenské výrobky, elektronika, textil a oblečení,
Dále je třeba uvést i stavbu resp. opravy lodí.
Dovoz Malty je diktován podmínkami ostrova: významnou položkou jsou zemědělské výrobky (rostlinné i živočišné výroby a další potraviny), fosilní zdroje, dále chemické a strojírenské výrobky.

## Měna
Od 1. ledna 2008 Malta přijala za svou měnu euro a stala se jedním ze členských států eurozóny. Euro nahradilo maltskou liru (mezinárodní zkratka Lm (taky MTL)); konverzní poměr byl 1 EUR = 0.429300.
V mnoha případech lze platit i v dalších měnách: US$ (americký dolar), £ (britská libra).

## Hospodářství v číslech za rok 2001
Metodická poznámka
Při srovnávání následujících číselných údajů lze rychle zjistit, že jiné prameny uvádějí čísla, která (částečně) velice silně odporují zde zveřejněným číselným údajům (to se týká např. i údajů Statistického úřadu Maltské republiky). Důvodem je mimo jiné i rozdílná klasifikace resp. definice patřičných kategorií. Pro srovnatelnost čísel mezi sebou i pro srovnatelnost čísel s údaji pro jiné státy Evropské unie zde byla použita výlučně čísla z různých pramenů Evropské unie. Navíc jsou zde v rámci srovnatelnosti uvedena jen čísla za rok 2001, i když v některých případech je možno najít i údaje pro pozdější období.
| Základní údaje                   | Základní údaje     |
| -------------------------------- | ------------------ |
| HDP celkem                       | 4 miliardy €       |
| HDP na obyv.                     | 10 300 €           |
| růst HDP                         | 1,2 %              |
| státní zadluženost               | 65,7 % HDP         |
| zahraniční zadluženost           | 136,1 % HDP        |
| schodek rozpočtu                 | 7 % HDP            |
| inflace                          | 2,9 %              |
| podíl sektorů na HDP             | zemědělství 2,6 %  |
| podíl sektorů na HDP             | průmysl 24,5 %     |
| podíl sektorů na HDP             | stavebnictví 2,8 % |
| podíl sektorů na HDP             | služby 70,1 %      |
| podíl sektorů podle zaměstnaných | zemědělství 2,2 %  |
| podíl sektorů podle zaměstnaných | průmysl 24,1 %     |
| podíl sektorů podle zaměstnaných | stavebnictví 7,7 % |
| podíl sektorů podle zaměstnaných | služby 66,0 %      |
| Sociální indikátory              |                    |
| zaměstnanost celkem              | 54,2 %             |
| zaměstnanost žen                 | 31,6 %             |
| nezaměstnanost celkem            | 6,7 %              |
| nezaměstnanost žen               | 8,0 %              |
| dlouhodobá nezam.                | 2,9 %              |
| dlouhodobá nezam.                | 1,7 %              |
| hrubý příjem                     | 1238 €/obyv.       |
| hrubý příjem                     | růst 5,6 %         |

| Zahraniční obchod | Zahraniční obchod        |
| ----------------- | ------------------------ |
| dovoz             | 2826 mil. €              |
| vývoz             | 2034 mil. €              |
| bilance           | - 792 mil. €             |
| objem vývozu      | 72 % dovozu              |
| dovoz             | 69,9 % HDP               |
| vývoz             | 50,3 % HDP               |
| schodek           | 19,6 % HDP               |
| Dovoz             |                          |
| podle zemí        | Itálie 19,9 %            |
| podle zemí        | Francie 15,0 %           |
| podle zemí        | Velká Británie 10,0 %    |
| podle zemí        | Německo 8,8 %            |
| podle zemí        | USA 11,6 %               |
| podle zboží       | potraviny 10,9 %         |
| podle zboží       | fosilní zdr. 3,6 %       |
| podle zboží       | strojírenské výr. 51,9 % |
| podle zboží       | chemické výr. 7,7 %      |
| Vývoz             |                          |
| podle zemí        | Francie 15,9 %           |
| podle zemí        | Velká Británie 8,7 %     |
| podle zemí        | Německo 13,0 %           |
| podle zemí        | Singapur 11,8 %          |
| podle zemí        | USA 19,8 %               |
| podle zboží       | potraviny 3,5 %          |
| podle zboží       | elektronika 21,3 %       |
| podle zboží       | stroj. výr. 67,4 %       |
| podle zboží       | chemické výr. 2,2 %      |